# Можгин, Михаил Григорьевич
Можгин (Дараев) Михаил Григорьевич (12 июля 1890, село Потапово-Тумбарла, Бавлинская волость Бугульминского уезда Самарской губернии — 22 апреля 1929, город Бугульма) — удмуртский поэт, переводчик и педагог, один из зачинателей удмуртской литературы.

## Биография
Родился 12 июля 1890 года в селе Потапово-Тумбарла, ныне Бавлинского района Татарстана. С детства знал русский, татарский, чувашский и башкирский языки. Мастерил струнные инструменты и умел играть на них. В 1906 году окончил Бирскую учительскую семинарию, учительствовал в деревнях Потапово-Тумбарла, Покровское-Урустамак и Чирково. Фамилию своего отца Дараева Михаил сменил на Можгин, в память о предках — переселенцах из рода Можга Удмуртии.
В 1914 году мобилизован на австрийский фронт, участвовал в Гражданской войне на Урале. По возвращении в 1923 году снова работал учителем, затем директором семилетней школы в родном селе. После краткосрочных курсов усовершенствования учителей в Казани был назначен директором неполной средней школы в Потапово-Тумбарла.
Михаил Можгин собирал и переводил на русский язык произведения родного фольклора. 
На народной основе составил балладу «Беглой» («Беглец»), опубликовал в 1909 году в Казани, в ежегоднике «Удморт кылын календарь» («Календарь для вотяков»). Баллада, которая ранее называлась поэмой, представляет собой горькую исповедь молодого человека, который был несправедливо обвинен в убийстве собственного друга и вынужденного скрываться в лесу от своих односельчан, которые готовы с ним расправиться. По мотивам баллады возникла песня, которая стала народной.
Михаил Григорьевич Можгин умер от туберкулёза 22 апреля 1929 года в Бугульминской городской больнице. Перед смертью в газете «Гудыри» было опубликовано его лирическое стихотворение — «Шур вылын» («На реке»).